# Валютна інтервенція
Валютна інтервенція — значний разовий цілеспрямований вплив центрального банку країни на валютний ринок і валютний курс, що здійснюється шляхом продажу або закупівлі банком великих партій іноземної валюти. Валютна інтервенція здійснюється для регулювання курсу іноземних валют в інтересах держави.
Валютна інтервенція також може бути спільним регулюванням валютних взаємовідносин країн-учасниць, і виражатися конкретно в єдиній валютній політиці щодо третіх країн. Валютна інтервенція здійснюється за активної участі та сприяння держав — учасників регіональних зон, в межах яких забезпечується відносно стабільне співвідношення курсів валют. 
При цьому використовуються центральні банки або казначейства країн-учасниць в операціях на валютному ринку з метою впливу на курси валют своєї власної країни або іноземної шляхом продажу або купівлі іноземної валюти або золота. Валютна інтервенція являє собою за формою і по суті велику за масштабами валютну операцію, проведену в рамках певного, зазвичай короткочасного періоду. Валютна інтервенція реалізується через низку операцій на міжнародному грошовому ринку.